# Lipnica Murowana
Pour la commune, voir Lipnica Murowana (gmina).
Lipnica Murowana est une localité polonaise, siège de la gmina de Lipnica Murowana, située dans le powiat de Bochnia en voïvodie de Petite-Pologne.